# ریچارد آر. کنی
ریچارد آر. کنی (به انگلیسی: Richard R. Kenney) سناتور سابق عضو حزب دموکرات ایالات متحده آمریکا بود. وی در سال ۱۸۹۷ تا ۱۹۰۱ میلادی سناتور ایالت دلاویر در سنای ایالات متحده آمریکا بود.